# Prasophyllum venustum
Prasophyllum venustum är en orkidéart som beskrevs av David Lloyd Jones och D.T.Rouse. Prasophyllum venustum ingår i släktet Prasophyllum och familjen orkidéer.
Artens utbredningsområde är New South Wales. Inga underarter finns listade i Catalogue of Life.